# Хумаць (Єлса)
Хумаць (хорв. Humac) — населений пункт у Хорватії, в Сплітсько-Далматинській жупанії у складі громади Єлса.

## Населення
Населення за даними перепису 2011 року становило 0 осіб.
Динаміка чисельності населення поселення:

## Клімат
Середня річна температура становить 15,98 °C, середня максимальна – 27,69 °C, а середня мінімальна – 3,94 °C. Середня річна кількість опадів – 751 мм.
| Клімат поселення                              | Клімат поселення | Клімат поселення | Клімат поселення | Клімат поселення | Клімат поселення | Клімат поселення | Клімат поселення | Клімат поселення | Клімат поселення | Клімат поселення | Клімат поселення | Клімат поселення | Клімат поселення |
| Показник                                      | Січ.             | Лют.             | Бер.             | Квіт.            | Трав.            | Черв.            | Лип.             | Серп.            | Вер.             | Жовт.            | Лист.            | Груд.            |                  |
| Середній максимум, °C                         | 13,67            | 12,19            | 14,30            | 17,45            | 21,97            | 25,97            | 27,64            | 27,70            | 23,55            | 19,54            | 15,44            | 13,92            |                  |
| Середня температура, °C                       | 9,54             | 8,07             | 10,15            | 13,32            | 17,85            | 21,84            | 24,86            | 24,92            | 20,77            | 16,76            | 12,65            | 11,13            |                  |
| Середній мінімум, °C                          | 5,41             | 3,95             | 6,03             | 9,19             | 13,72            | 17,71            | 22,07            | 22,14            | 17,96            | 13,98            | 9,87             | 8,34             |                  |
| Норма опадів, мм                              | 76               | 63               | 67               | 60               | 48               | 39               | 25               | 43               | 62               | 84               | 98               | 86               |                  |
| Середньомісячна швидкість вітру, м/с          | 3.71             | 3.99             | 4.02             | 3.63             | 3.16             | 2.86             | 2.93             | 2.75             | 3.10             | 3.32             | 4.14             | 4.15             |                  |
| Середньомісячна сонячна радіація, кДж/м²·день | 5741             | 8460             | 12186            | 16660            | 20666            | 23457            | 25119            | 22116            | 16414            | 10737            | 6204             | 4836             |                  |
| --------------------------------------------- | ---------------- | ---------------- | ---------------- | ---------------- | ---------------- | ---------------- | ---------------- | ---------------- | ---------------- | ---------------- | ---------------- | ---------------- | ---------------- |
| Джерело:                                      |                  |                  |                  |                  |                  |                  |                  |                  |                  |                  |                  |                  |                  |